# Heterothera tephroptilus
Heterothera tephroptilus là một loài bướm đêm trong họ Geometridae.